# Список охраняемых природных территорий Кабо-Верде
Список охраняемых территорий Кабо-Верде

## Комплексныезаповедники

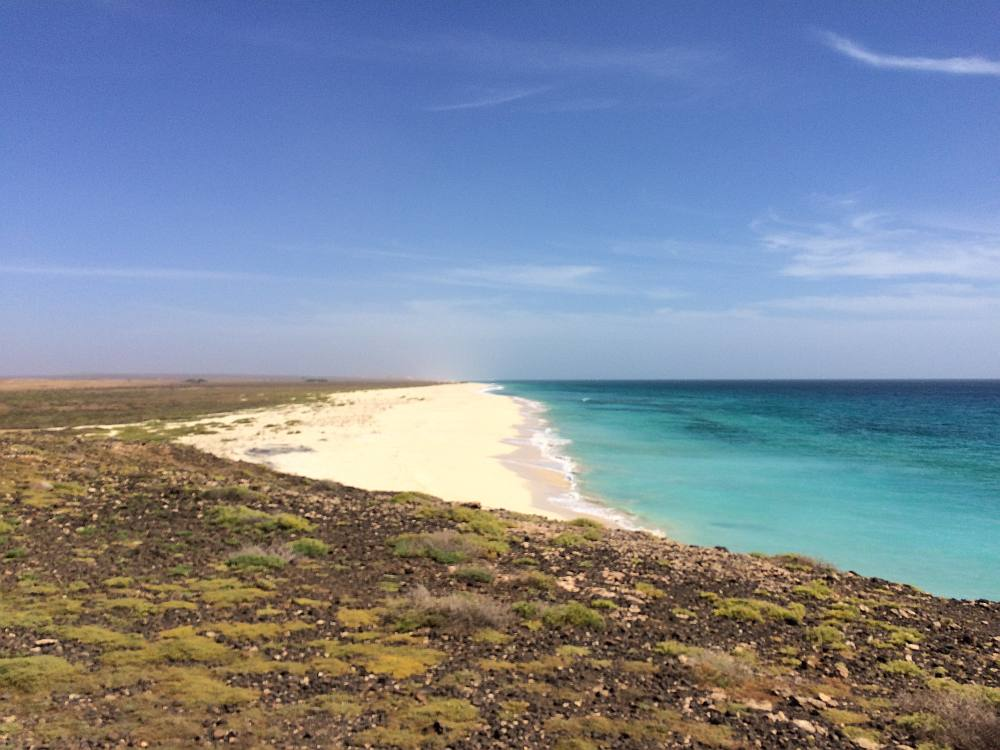
Берег острова Куррал-Велью

- Острова Санта-Лузия, Бранку и Разу
- Остров Балуарте (порт. Ilhéu de Baluarte), остров Боа-Вишта
- Остров Куррал-Велью (порт. Ilhéu de Curral Velho), остров Боа-Вишта
- Остров Душ-Пассаруш (порт. Ilhéu dos Pássaros), остров Боа-Вишта
- Острова Ромбу (порт. Ilhéus do Rombo), остров Брава

## Заповедники
- Крузинья (порт. Cruzinha), остров Санту-Антан
- Монте-ду-Алту-даш-Кабасаш (порт. Monte do Alto das Cabaças), остров Сан-Николау
- Кошта-да-Фрагата (порт. Costa da Fragata), остров Сал
- Понта-ду-Сино (порт. Ponta do Sinó), остров Сал
- Рабу-де-Жунку (порт. Rabo de Junco), остров Сал
- Серра-Негра (порт. Serra Negra), остров Сал
- Байя-да-Мурдейра (порт. Baía da Murdeira), остров Сал
- Боа-Эшперанса (порт. Boa Esperança), остров Боа-Вишта
- Морру-де-Арея (порт. Morro de Areia), остров Боа-Вишта
- Понта-ду-Сол (порт. Ponta do Sol), остров Боа-Вишта
- Тартаруга (порт. Tartaruga), остров Боа-Вишта
- Казаш-Вельяш (порт. Casas Velhas), остров Маю
- Лагуна Симидор (порт. Lagoa Cimidor), остров Маю
- Прайя-ду-Морру (порт. Praia do Morro), остров Маю
- Терраш-Салгадаш (порт. Terras Salgadas), остров Маю

## Природные парки
- Баррейро-и-Фигейра (порт. Barreiro e Figueira), остров Маю

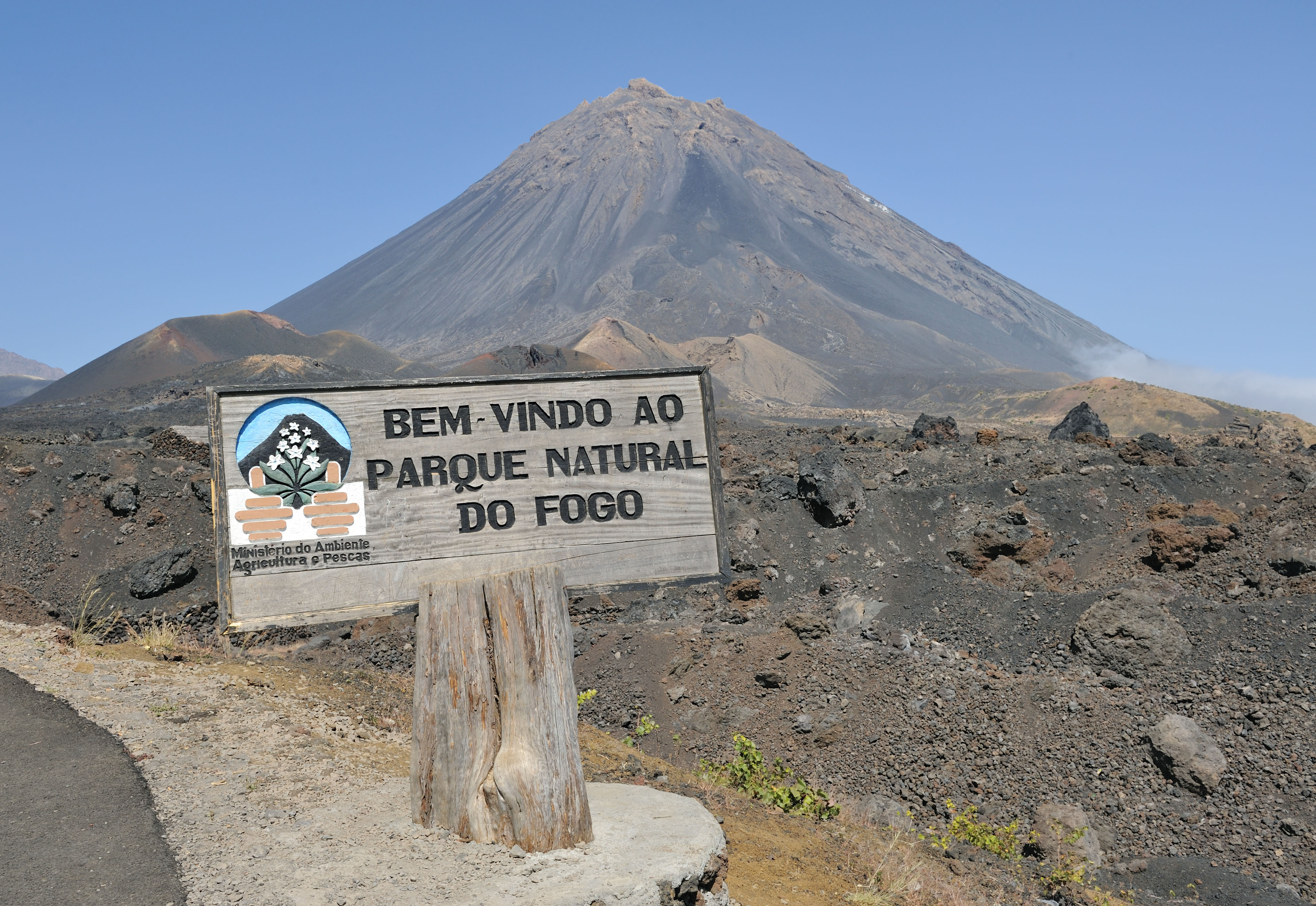
Природный парк Фогу

- Кова-Паул-Рибейра-да-Торре (порт. Cova-Paul-Ribeira da Torre), остров Санту-Антан
- Фогу (порт. Parque Natural do Fogo), остров Фогу
- Монте-Горду (порт. Monte Gordo), остров Сан-Николау
- Монте-Верде (порт. Monte Verde), остров Сан-Висенти
- Моросуш (порт. Moroços), остров Санту-Антан
- Норте (порт. Parque Natural do Norte), остров Боа-Вишта
- Серра-ду-Пику-де-Антониа (порт. Serra do Pico de Antónia), остров Сантьягу
- Серра-Малагета (порт. Serra Malagueta), остров Сантьягу
- Топе-де-Коруа (порт. Tope de Coroa), остров Санту-Антан

## Природные памятники
- Морринью-де-Асукар (порт. Morrinho de Açúcar), остров Сал
- Морринью-ду-Филью (порт. Morrinho do Filho), остров Сал
- Монте-Эстансия (порт. Monte Estancia), остров Боа-Вишта
- Монте-Санту-Антониу (порт. Monte Santo António), остров Боа-Вишта
- Роша-Эстансия (порт. Rocha Estancia), остров Боа-Вишта
- Остров Сал-Рей (порт. Ilhéu de Sal-Rei), остров Боа-Вишта

## Охраняемые ландшафты
- Помбаш (порт. Pombas), остров Санту-Антан
- Монте-Гранде (порт. Monte Grande), остров Сал
- Буракона-Рагона (порт. Buracona-Ragona), остров Сал

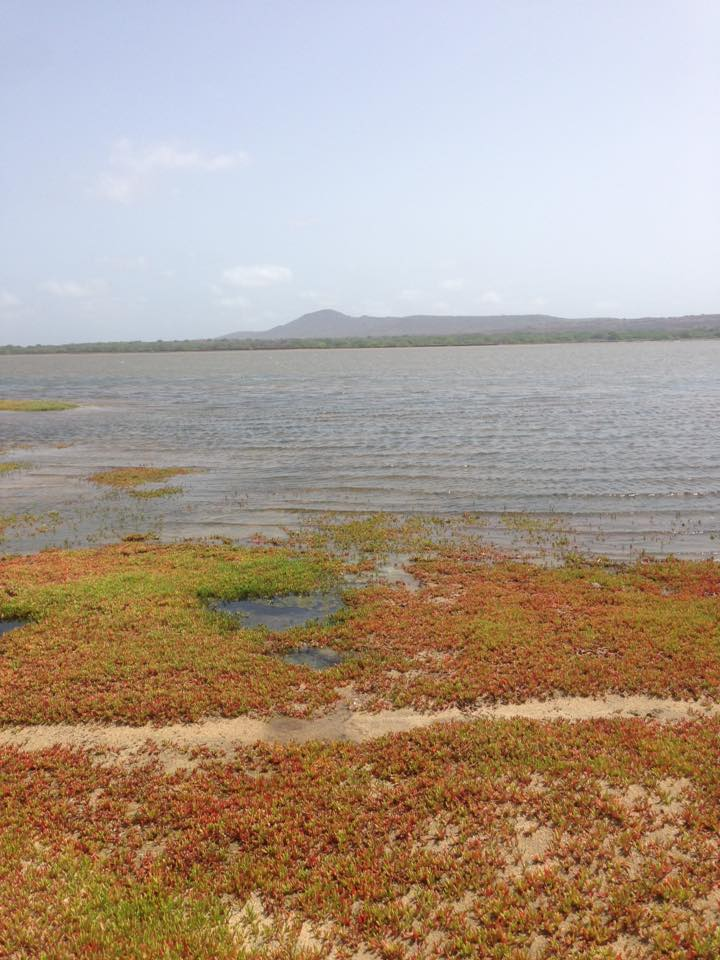
Салинаш-ду-Порту-Инглес

- Салинаш-Педра-Луме-и-Кагаррал (порт. Salinas Pedra Lume e Cagarral), остров Сал
- Салинаш-де-Санта-Мария (порт. Salinas de Santa Maria), остров Сал
- Монте-Касадор-и-Пику-Форкаду (порт. Monte Caçador e Pico Forcado), остров Боа-Вишта
- Куррал-Велью (порт. Curral Velho), остров Боа-Вишта
- Монте-Пенозу-и-Монте-Бранку (порт. Monte Penoso e Monte Branco), остров Маю
- Монте-Санту-Антониу (порт. Monte Santo António), остров Маю
- Салинаш-ду-Порту-Инглес (порт. Salinas do Porto Inglês), остров Маю

## Рамсарскиеводно-болотные угодья
- Лагуна Рабил (порт. Lagoa do Rabil), остров Боа-Вишта
- Лагуны Педра-Бадежу (порт. Lagoas de Pedra Badejo), остров Сантьягу
- Остров Куррал-Велью (порт. Ilhéu de Curral Velho), остров Боа-Вишта
- Салинаш-ду-Порту-Инглес (порт. Salinas do Porto Inglês), остров Маю